# Atlatl Cauac
Atlatl Cauac of Speerwerper Uil was leider van Teotihuacán van 4 mei 374 tot 9 juni 439. Hij is de enige leider van Teotihuacán van wie de naam bekend is. Er zijn geen schriftelijke overblijfselen van Teotihuacán bekend, hij wordt alleen genoemd in Mayakronieken.
Onder zijn regering werden veel Maya-stadstaten vazalstaten van Teotihuacán. Zijn generaal Siyah K'ak' veroverde onder andere Tikal, waar hij Atlatls zoon Nun Yax Ayin (Gekrulde Neus) aan de macht bracht (379) en Uaxactun, waar hij Atlatls broer Rokende Kikker aan de macht bracht. Vijf generaties later beriepen Mayakoningen zich er nog steeds op van de roemruchte Atlatl Cauac af te stammen.